# Paolo De Coppi
Paolo De Coppi (Conegliano, 24 gennaio 1972) è un chirurgo italiano.

## I primi studi
Cresciuto a Santa Lucia di Piave, piccolo centro della provincia di Treviso, consegue la maturità scientifica nel 1991 al liceo Marconi di Conegliano, quindi nel 1997 si laurea in Medicina e Chirurgia all'Università degli studi di Padova con una tesi dal titolo "Modello di gastroschisi nel coniglio: studio delle modificazioni istologiche dell'intestino". Si iscrive alla Scuola di chirurgia pediatrica dell'Università conseguendo quindi la specializzazione.
Svolge diversi studi all'estero: tra ottobre 1998 e marzo 1999 è ad Amsterdam dove svolge un progetto di ricerca riguardante l'epatoblastoma. Quindi, tra giugno 2000 e febbraio 2002 è a Boston, negli Stati Uniti, presso il "Laboratory for Tissue Engineering and Cellular Therapeutics" del Children's Hospital (Università Harvard) diretto dal dottor Anthony Atala. Durante questo periodo ha modo di approfondire le conoscenze riguardanti le estrazioni e le colture cellulari per la Terapia cellulare e l'Ingegneria tissutale; focalizza in particolare i propri interessi verso le cellule staminali, inoltre esegue studi sulle malformazioni al feto cercando di sviluppare alternative alla chirurgia fetale, che può essere pericolosa sia per il bambino che per la madre.
In seguito, dopo un periodo di lavoro presso la Clinica pediatrica dell'Università di Padova, si trasferisce a Londra, dove lavora attualmente al Great Ormond Street Hospital.

## La scoperta di cellule staminali nel liquido amniotico
Fin dagli inizi della sua carriera il chirurgo veneto, cattolico praticante, si adopera per cercare una via di uscita alle gravose questioni etiche riguardanti la ricerca sulle cellule staminali, ritenendo immorale l'estrazione di tali cellule da embrioni umani, provocandone così la distruzione. Il 7 gennaio 2007, a sette anni dall'inizio dello studio, compiuto insieme ad altri colleghi, De Coppi, Atala e il suo pool annunciano al mondo la scoperta che si possono estrarre cellule staminali anche dal liquido amniotico, pubblicando un articolo sulla rivista Nature Biotechnology.
I due ricercatori affermano di aver isolato per la prima volta nel liquido amniotico cellule staminali con capacità rigenerative pari a quelle dell'embrione, e apparentemente sicure come le staminali adulte, non avendo la tendenza a sviluppare tumori.
Le nuove cellule sono facilmente isolabili e raddoppiano in fretta (36 ore), risultano versatili come quelle dell'embrione potendo trasformarsi in cellule adulte muscolari, nervose, ossee, sanguigne, di grasso ed epatiche, la cui funzionalità rigenerativa è stata poi testata con successo in vitro e su animali: trapiantate in topolini lobotomizzati hanno infatti riparato l'area di cervello danneggiata e nel loro fegato hanno iniziato a secernere urea.

## Conseguenze della scoperta
Gli studi sul liquido amniotico gli hanno valso dei riconoscimenti al Congresso urologico americano e al Simposio sulle cellule staminali di Hannover. Ma prima che inizi la sperimentazione sull'uomo bisognerà aspettare cinque anni.
Nel 2024 è stato inserito nella lista dei migliori cento medici al mondo secondo la classifica Time100 Health del Time.